# Grupo Seis mais Dois no Afeganistão
O Grupo Seis Mais Dois sobre o Afeganistão (também conhecido como Grupo de Contato 6 mais 2 ou "6 mais 2") descreve uma coalizão informal das seis nações que fazem fronteira com o Afeganistão (China, Irã, Paquistão, Tadjiquistão, Turcomenistão e Uzbequistão), mais o Estados Unidos e Rússia, que funcionou de 1997 a 2001 sob a égide das Nações Unidas. A coalizão trabalhou para encontrar uma solução pacífica que incluiria a participação da Aliança do Norte Afegã. Mais tarde, explorou a questão de um governo pós -Talibã para o Afeganistão.
Os países envolvidos, seriam: Afeganistão (país de destino); 6 países vizinhos (China, Irã, Paquistão, Tajiquistão, Turcomenistão e Uzbequistão); 2 restantes (EUA, Rùssia).

## Histórico
Após a Guerra Civil Afegã, em 1996 o Talibã controlava a maior parte do Afeganistão, governando como o Emirado Islâmico do Afeganistão. Os combates continuaram entre o Talibã e a Aliança do Norte, chamando a atenção internacional. Esta iniciativa diplomática foi proposta por Islam Karimov, Presidente da República do Uzbequistão, tendo em mente que o conflito no Afeganistão não pode ser resolvido pelo uso da força e é necessário um diálogo político pacífico. A ideia foi discutida pela primeira vez durante a reunião de Islam Karimov com o enviado especial do secretário-geral da ONU para o Afeganistão, Lakhdar Brahimi, em agosto de 1997. Foi sublinhado que a solução pacífica do conflito não seria alcançada sem o envolvimento dos estados vizinhos. O objetivo do Grupo era encontrar uma solução para o problema afegão, para ajudar no estabelecimento de um governo afegão amplamente representativo e multiétnico.

## Reuniões sob a iniciativa 6+2
No âmbito da iniciativa 6+2, uma série de importantes reuniões e conferências foram realizadas na sede da ONU em Nova York, na capital uzbeque Tashkent e em outros locais.
Em 19 de julho de 1999, o Grupo adotou a chamada Declaração de Tashkent ("Sobre os Princípios Fundamentais para uma Solução Pacífica do Conflito no Afeganistão"). Na declaração, as partes concordaram em não fornecer apoio militar a nenhuma parte afegã e em impedir o uso de seus territórios para tais fins. Apenas uma semana após a adoção da Declaração, o Talibã lançou uma ofensiva militar, que foi condenada em uma declaração do Conselho de Segurança da ONU.
Em 8 de fevereiro de 2000, na Sede das Nações Unidas, foi realizada uma Reunião de Alto Nível do Grupo "Seis Mais Dois" a nível de Representantes Permanentes e acima, que teve como objetivo discutir a produção e distribuição ilícita de drogas do Afeganistão. Os participantes trocaram opiniões sobre as formas de abordar as questões relacionadas com as drogas do tráfico de drogas do Afeganistão através de um plano de ação regional abrangente e equilibrado.
Em 18 de setembro de 2000, na Segunda Reunião dos "Seis mais Dois" realizada em nível de ministro das Relações Exteriores, o ex-Secretário-Geral das Nações Unidas Kofi Annan reiterou que o Grupo "Seis mais Dois" continua sendo um fórum essencial para a solução da questão afegã porque " permitiu-nos abordar a grave situação que se desenvolveu no Afeganistão e na região circundante após a queda de Mazar-e-Sharif e o assassinato de diplomatas iranianos".
Além de outras atividades, o grupo também tratou das questões do narcotráfico. Assim, em 13 de setembro de 2000, o Plano de Ação Regional foi aprovado por representantes dos governos da China, Irã, Paquistão, Federação Russa, Tadjiquistão, Estados Unidos da América e Uzbequistão.

## Proposta para o formato '6+3'
John CK Daly, pesquisador do Instituto da Ásia Central-Cáucaso da Universidade Johns Hopkins em Washington, em seu recente artigo "Uzbequistão-Afeganistão proposta relevante e oportuna - Afeganistão: Por que "6 mais 3"?",  publicado em 5 Novembro de 2009 observou o seguinte:
As reuniões de Tashkent desenvolveram dois elementos-chave relevantes hoje. Pela primeira vez desde a revolução iraniana de 1979, os americanos sentaram-se à mesma mesa para conversas indiretas com o Irã. Apesar do programa nuclear do Irã e das ambições geopolíticas, o papel do Irã na resolução da crise do Afeganistão e seu papel potencial no estabelecimento de uma paz de longo prazo não devem ser ignorados. Em segundo lugar, pela primeira vez, a Declaração de Tashkent ofereceu uma abordagem construtiva para alcançar a reconciliação no Afeganistão por meio da participação das principais forças opositoras locais.
Tendo em conta a situação no Afeganistão, Islam Karimov anunciou um maior desenvolvimento desta iniciativa durante a reunião da OTAN, em Bucareste em Abril de 2008. O líder do Uzbequistão propôs a transformação de "6 mais 2" em " 6 mais 3 ", que prevê o envolvimento de 6 países vizinhos ao Afeganistão mais os Estados Unidos, a Rússia e a OTAN.